# Формалин
Формалинът е воден разтвор, съдържащ 37 – 40% формалдехид и 6 – 15% метилов спирт като стабилизатор. Той е добро дезинфекционно и дезодориращо средство. Използва се за среда за съхранение на анатомически препарати и средство за дъбене на кожи.
Формалдехидът е класифициран като вероятен канцероген за човека от Американската агенция за опазване на околната среда. Международната агенция за изследване на рака (IARC) е установила, че има „достатъчно доказателства“, че използването на формалдехид води до рак при хората.